# Dalsland
För andra betydelser, se Dalsland (olika betydelser).

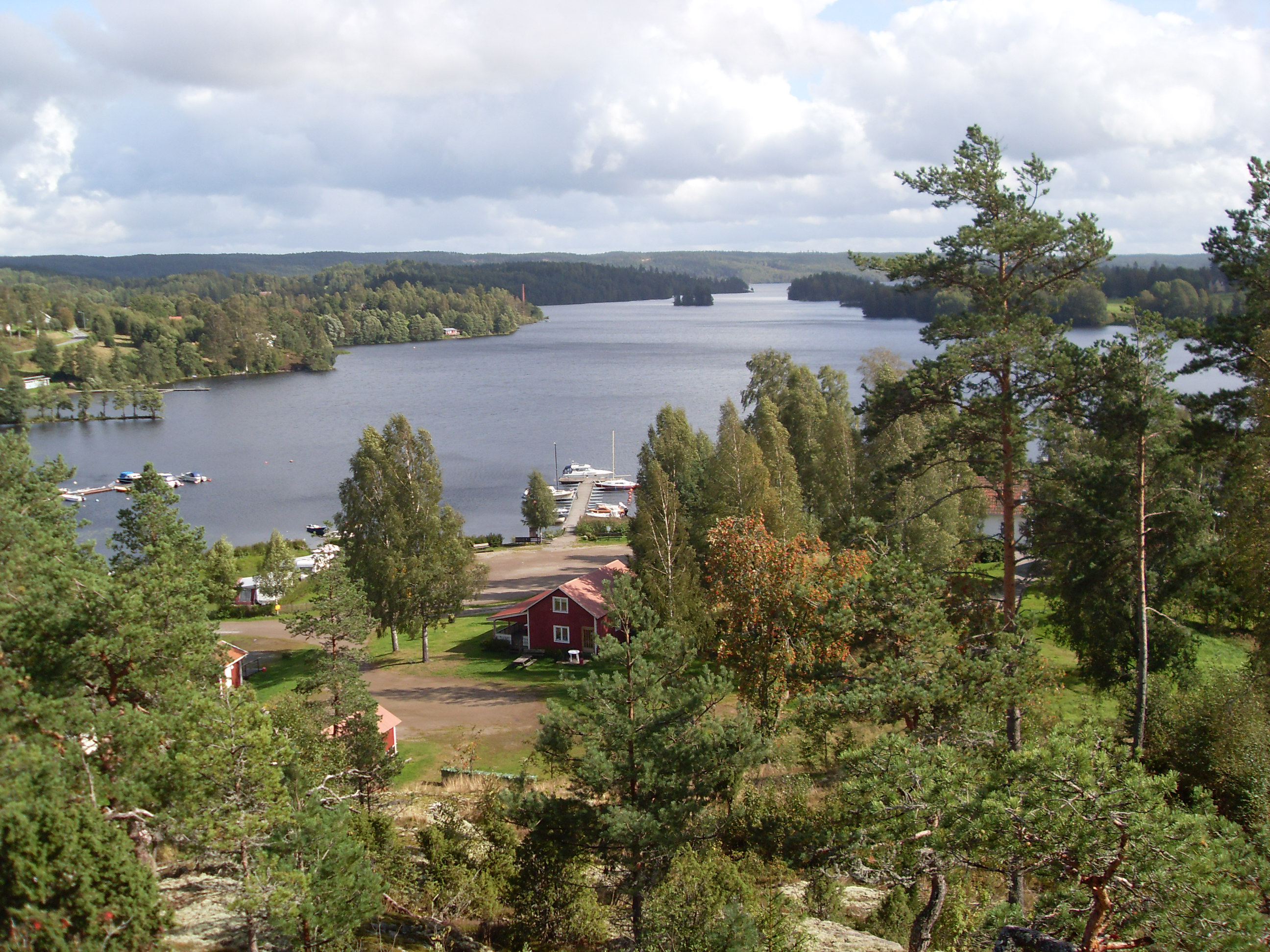
Sjön Stora Le vid Nössemark.

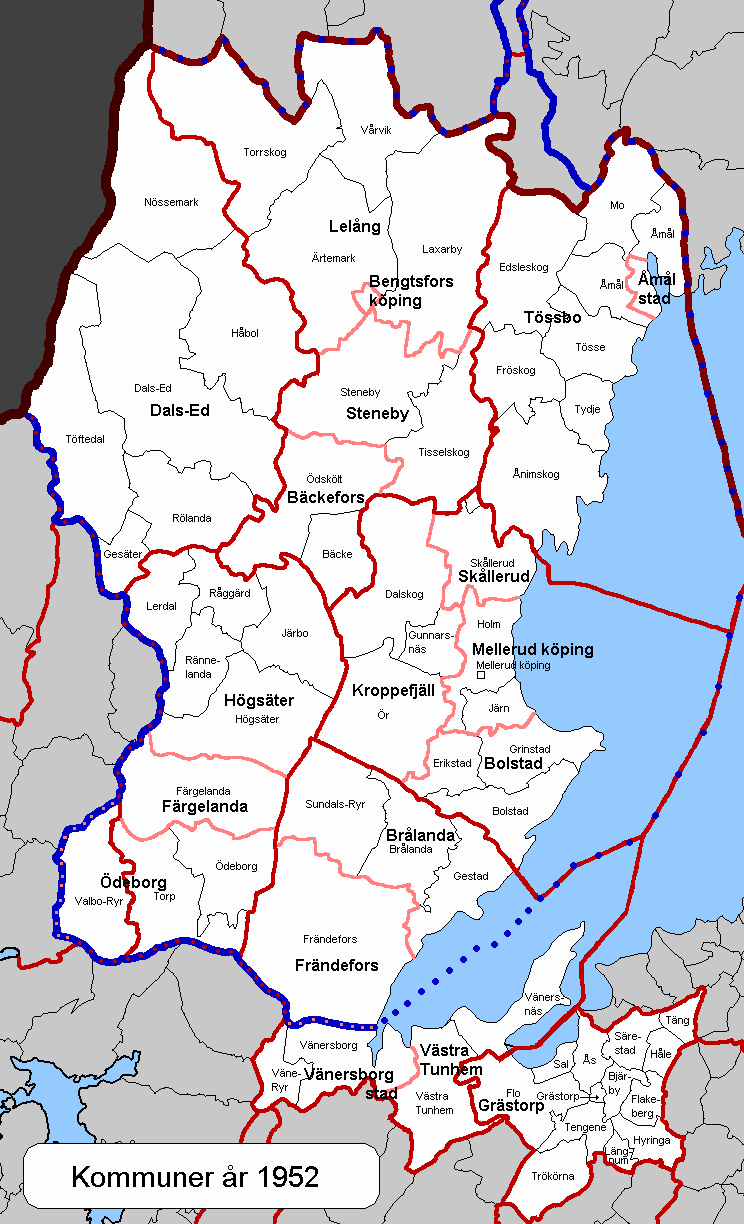
Socknar i Dalsland samt i närliggande områden i Vänersborgs och Grästorps kommun. Socknars namn är skrivet i liten storlek, något större storlek är kommunerna som fanns år 1952. De forna kommunernas gränser markeras i rosa, dagens i rött, länsgräns i mörkrött och landskapsgräns i blått. Den dalsländska socknen Valbo-Ryr i sydväst ligger i Munkedals kommun.

Dalsland är ett landskap i Götaland i västra Sverige. Det ligger väster om Vänern och gränsar i norr till Värmland, i nordväst till Norge, i väster till Bohuslän och i söder till Västergötland. Dalsland kallas ibland för ”ett Sverige i miniatyr”. Landskapsblomman är förgätmigej, och ibland har Dalsland kallats "det glömda landskapet".

## Historia
Enligt Heimskringla regerade Erik Emundsson över Dalsland, Västergötland, Bohuslän och Värmland i slutet av 800-talet.
Harald Hårfager ska dock ha erövrat allt land väster om Göta älv och Vänern, inklusive Värmland i samband med att han enade Norge. Tidpunkten för när Dalsland blev svenskt är osäker men det bör ha skett före år 1000. Hundra år senare hävdade Magnus Barfot åter de norska anspråken på Dalsland men Inge den äldre vägrade godkänna dessa krav och strider uppstod.
Magnus brände och härjade i de dalsländska och värmländska skogsbygderna och fortsatte över Vänern till Kållandsö där han byggde en enkel fästning. Sedan Magnus lidit flera nederlag slöts fred under trekungamötet i Kungahälla 1101. Magnus gifte sig då med Inges dotter Margareta Fredkulla och ska ha fått Dalsland som hemgift. Men Magnus dog redan 1103 och Norge förlorade Dalsland.

## Indelningar

### Indelningar före 1720
Området räknades före 1552 till Västergötlands landskap och lagsaga, liksom Nordmarks härad i Värmland.
Det äldre historiska namnet på området var Dal. Namnet Dalsland uppträder första gången 1508 och avsåg då endast Nordals och Sundals härad, kring den bördiga Dalboslätten, landet norrom kallades "Markerna" – ett uttryck som lever kvar i ortnamn som Nössemark, Ärtemark, Nordmarks härad (i Värmland) och Aremark (i Norge).
År 1552 överfördes området till Värmlands lagsaga. År 1560 tillföll området hertig Magnus furstendöme och senast 1568 återgick det till Västergötlands lagsaga. År 1593 tillföll området hertig Karls furstendöme och då åter Värmlands lagsaga. Åren 1606–1608 lydde landskapet under hertig Johan av Östergötland. Området tillfördes Älvsborgs län och Västergötlands och Dals lagsaga när dessa bildades 1634.
Området tillhörde ursprungligen Skara stift men överfördes till Karlstads stift (då kallat superintendatur) när detta bildades 1658.

### Indelningar från 1720

#### Län och stift
Större delen av Dalsland ligger från 1998 i Västra Götalands län (dessförinnan i Älvsborgs län). En del i norra Dalsland, Dalboredden (delar av Silleruds och Svanskogs socknar), ligger i Värmlands län.
Valbo-Ryr i sydvästra Dalsland tillhör Foss församling i Göteborgs stift (också låg i Göteborgs och Bohus län före 1998) och stadsdelen Katrinedal (dalslandsdelen av Vänersborgs församling) ligger i Skara stift. Resten av landskapet tillhör sedan 1658 Karlstads stift, efter att tidigare ha tillhört Skara stift.

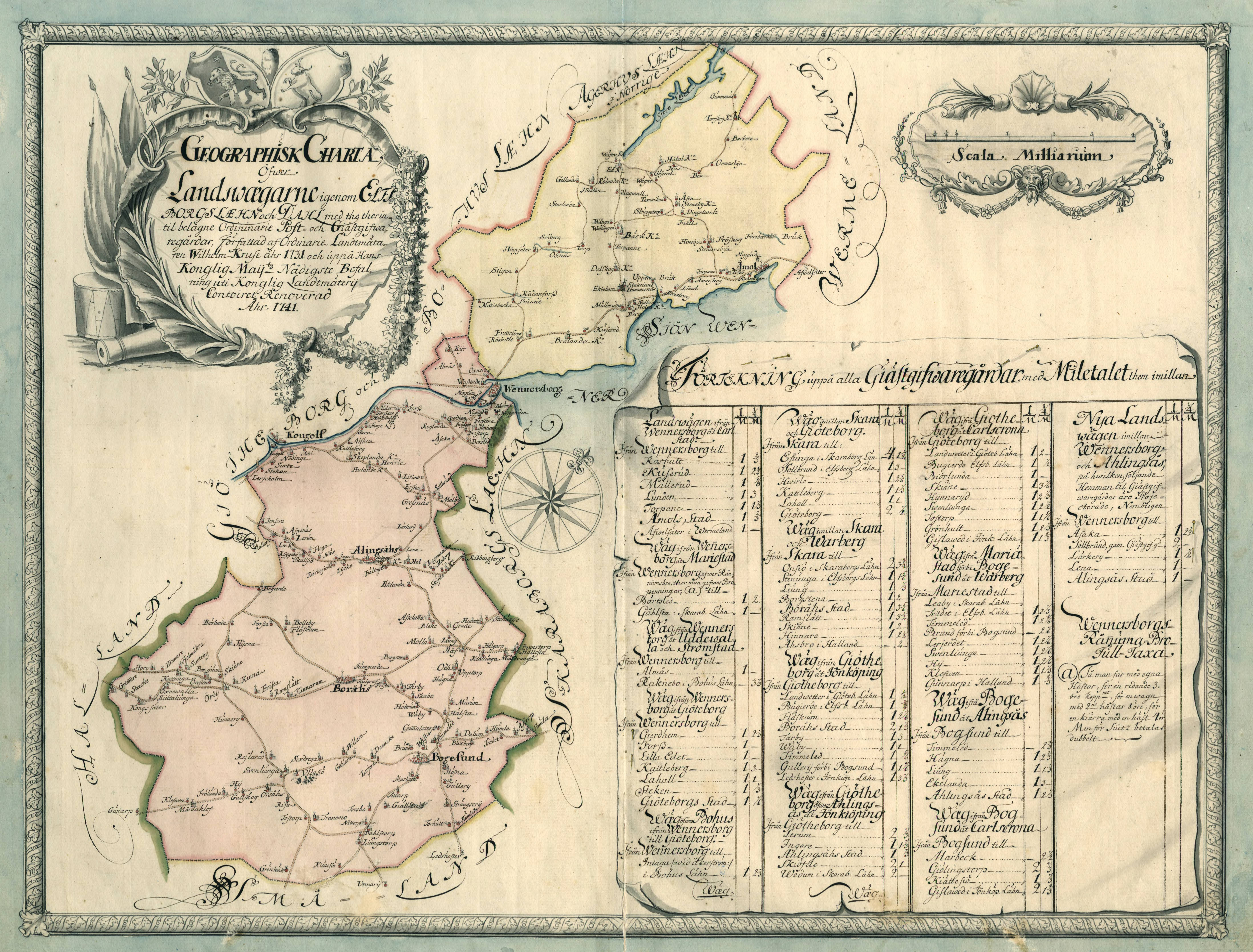
Karta över landsvägarna genom Älvsborgs län och Dalsland år 1731.

### Kommuner

#### Härader och städer
- Nordals härad
- Sundals härad
- Tössbo härad
- Valbo härad
- Vedbo härad

Enda staden Åmåls stad fick stadsrättigheter 1643 och hade egen magistrat och rådhusrätt till 1948 då staden lades under Tössbo och Vedbo tingslag.

#### Socknar, fögderier, domsagor, tingslag och tingsrätter
Se respektive härad.

#### Kommuner från 1971
Följande kommuner ligger i sin helhet i Dalsland:
- Bengtsfors
- Dals-Ed
- Färgelanda
- Mellerud
- Åmål

Dessutom ligger en stor del av Vänersborgs (Frändefors, Brålanda, Gestads och Sundals-Ryrs socknar), en mindre del av Munkedals (Valbo-Ryrs socken)
samt minimala delar av Säffle (del av Svanskogs socken) och Årjängs (del av Silleruds socken) kommuner i landskapet.

## Geografi
Dalsland kallas ofta för "ett Sverige i miniatyr", efter ett uttalande av prins Eugen. I Dalsland finns gott om sjöar, slätter och även ett fjäll, Kroppefjäll. I västra Götaland används benämningen fjäll även för låga bergsplatåer som Kroppefjäll och Kynnefjäll, dock här med betydelsen vildmark. 
En sevärdhet är akvedukten i Håverud. Dalsland har 5 000 kända fornlämningar. Landskapets största utsträckning från norr till söder är 99 km och från öster till väster 59 km. Invånare i Dalsland kallas dalslänningar.

## Religion
Majoriteten av dalslänningarna tillhör Svenska kyrkan. Andra trossamfund som Pingströrelsen och Equmeniakyrkan finns också representerade i landskapet.

## Folkdräkter från Dalsland
Huvudartikel: Folkdräkter från Dalsland
Det finns elva folkdräkter från Dalsland, sju kvinnodräkter och fyra mansdräkter.

## Kommunikationer

### Vägar
Huvudvägarna är E45 och länsvägarna 164, 166, 172 och 173.

### Järnvägar
Bergslagernas Järnvägar (BJ) var ett enskilt järnvägsbolag som under 1870-talet byggde järnvägen mellan Göteborg och Falun. Genom Dalsland drogs järnvägen 1879 utefter Vänerns västra strand. Idag ägs denna järnväg av Svenska staten och delen genom Dalsland ingår i det som Trafikverket kallar Norge/Vänerbanan. Det går tåg Karlstad-Göteborg som inom Dalsland stannar i Åmål och Mellerud.
Dalslands Järnvägar (DJ) var det ursprungliga namnet på järnvägen mellan norska gränsen och Mellerud (Sunnanå hamn). Svensk gränsstation var Mon väster om Ed och norsk gränsstation var Kornsjø. Banan byggdes av ett privat bolag Dalslands Järnväg och öppnades år 1879. Som för BJ ingår delen genom Dalsland i Norge/Vänerbanan. Det går tåg Oslo-Göteborg som inom Dalsland stannar i Ed.
Dal-Västra Värmlands Järnväg (DVVJ) byggdes på sträckan Mellerud–Bengtsfors–Arvika. Banan blev i sin helhet färdig 1928. Södra delen av banan gick utefter Dalslands kanal. Idag bedrivs trafik sommartid på södra bandelen (Mellerud–Bengtsfors). Viss godstrafik förekommer på södra delen av banan upp till Billingsfors.
Uddevalla-Lelångens Järnväg (ULB), eller Lelångenbanan, var en järnväg med sträckningen Uddevalla–Bengtsfors. Järnvägen var smalspårig med en spårvidd om 891 mm och öppnades för trafik år 1895. Trafiken upphörde på 1960-talet.

### Flyg
Det finns inga flygplatser i Dalsland med reguljärflyg. Flygplatser som ligger närmast Dalsland är Trollhättan-Vänersborgs flygplats, Göteborg-Landvetter flygplats och Karlstads flygplats

## Centralorter i landskapet
Landskapets centralorter enligt SCBs mätning 2015:
| Nr | Tätort     | Folkmängd |
| -- | ---------- | --------- |
| 1  | Åmål       | 9 373     |
| 2  | Mellerud   | 3 797     |
| 3  | Bengtsfors | 3 125     |
| 4  | Ed         | 2 994     |
| 5  | Färgelanda | 1 986     |

## Dialekt
Dialekten kallas dalsländska och räknas till götamålen. Den har flera gemensamma drag med västgötska.